# Drypetes gardneri
Espèce
Synonymes
- Drypetes travancorica (Bourd.) Santapau & S.K.Jain[1] (préféré par UICN)
- Hemicyclia gardneri Thwaites[1]
- Hemicyclia travancorica Bourd.[1]

Statut de conservation UICN

 EN B1+2c : En danger
Drypetes gardneri est une espèce de plantes à fleurs de la famille des Putranjivacées. Cette plante des forêts sempervirentes de plaines est endémique du Kerala, en Inde, où elle est en danger de disparition (EN) selon l'Union internationale pour la conservation de la nature.

## Classification
L'espèce a d'abord été décrite en 1855 par le botaniste britannique George Henry Kendrick Thwaites (1812-1882), sous le basionyme Hemicyclia gardneri Thwaites, puis recomposée en 1922 dans le genre Drypetes par les botanistes Ferdinand Albin Pax et Käthe Hoffmann.
Publication originale : Das Pflanzenreich 147,15(Heft 81): 270. 1922.
L'épithète spécifique,gardneri, est un hommage au botaniste britannique George Gardner.